# محمد يلماز (لاعب كرة قدم)
محمد يلماز (بالتركية: Mehmet Yılmaz)‏ (26 مارس 1988 ببورصة في تركيا - ) هو لاعب كرة قدم تركي في مركز الوسط. لعب مع بورصا سبور وTurgutluspor ‏ وSiirtspor ‏ وÇubukspor ‏ وİstanbul Büyükşehir Belediyespor ‏.

## وصلات خارجية
- محمد يلماز (لاعب كرة قدم) على موقع اتحاد تركيا (لاعب) (الإنجليزية)
- محمد يلماز (لاعب كرة قدم) على موقع قاعدة بيانات كرة القدم.إي يو (الإنجليزية)
- محمد يلماز (لاعب كرة قدم) على موقع Soccerway.com (الإنجليزية)